# فرناندا هيدالغو
فرناندا كونستانزا هيدالغو روبيلار (من مواليد 4 مايو 1998) هي لاعبة كرة قدم تشيلي تلعب كلاعبة خط وسط لفريق كولو كولو والمنتخب التشيلي للسيدات.